# Blaine Lindgren
Blaine Lindgren (Harold Blaine Lindgren; * 26. Juni 1939 in Salt Lake City; † 5. Oktober 2019) war ein US-amerikanischer Hürdenläufer, der sich auf die 110-Meter-Distanz spezialisiert hatte.
Bei den Panamerikanischen Spielen 1963 in São Paulo gewann er Gold und bei den Olympischen Spielen 1964 in Tokio mit 13,7 s Silber hinter seinem Landsmann Hayes Jones (13,6 s) und vor dem zeitgleichen Anatoli Michailow aus der Sowjetunion.
1962 wurde er Englischer Meister über 120 Yards Hürden und 220 Yards Hürden. Seine persönliche Bestzeit über 120 Yards Hürden von 13,5 s stellte er am 21. Juni 1963 in St. Louis auf. 
Blaine Lindgren graduierte an der University of Utah.